# 가르시아 4세 (콩고)
가르시아 4세(Garcia IV, 1679년 5월 9일 ~ 1752년 8월 27일)는 18세기 콩고 왕국의 마니콩고였다.

## 생애
다니엘 1세 군주의 서손(庶孫)으로 출생한 그는 어린 시절부터 총명(聰明)하였으며 1687년에 10년 연상녀와 첫 결혼하였으며 1691년 조부(祖父)의 붕어(崩御) 이후 왕위계승권 자체에서 멀어져 있다가 1708년 초배 부인과 결혼 21년여만에 사별 이후 같은 해 1708년에 15년 연하녀를 두번째 부인으로 재혼하였고 결국 우여곡절 끝에 1718년 1월 8일을 기하여 숙부 마누엘 2세 군주가 보위에 등극하자 1718년 1월 19일을 기하여 마누엘 2세 군주에게 후계공(後繼公)으로 책봉되었고 1743년 4월 11일을 기하여 숙부 마누엘 2세 군주가 붕어하자 가르시아 4세 군주로 보위 등극하였으며 1743년 4월 30일을 기하여 사촌 남동생 니콜라우(숙부 마누엘 2세 군주의 서사남(庶四男))을 후계공(後繼公)으로 책봉하였고 1752년 3월 31일을 기하여 사촌 남동생 니콜라우 후계공에게 선위하여 사촌 남동생 니콜라우스 후계공이 니콜라우스 1세 군주로 보위 등극하였다. 선위 후 퇴위하여 상왕(上王)으로 전향한 그는 5개월이 지난 1752년 8월 27일을 기하여 향년 73세로 훙서(서거)하였다.